# 1993年加彭空難
1993年加彭空難為1993年4月27日發生的一起空難事故，一架尚比亞空軍的「水牛DHC-5D」運輸機（編號AF-319），載有參加一場世界盃外圍賽的尚比亞國家隊隊員，於加彭首都利伯维尔起飛，前往塞內加爾，飞机不幸於大西洋墜毀，機上30名乘客遇難，包括18名尚比亞國家隊隊員及多名教練，而這支國家隊中只有效力荷甲PSV燕豪芬的隊長卡鲁沙·布瓦尔亚因為在所屬球會出發而逃過一劫。

## 事故

飛行路線

該架運輸機於加彭利伯维尔起飛後數分鐘後，左側引擎便著火並發生故障，而駕駛又誤關閉右引擎導致飛機失去動力，導致墜機。事實上，該機於日前於剛果布拉柴維爾時便被記載引擎出了問題。2003年加彭的官方報告將責任歸咎於駕駛員之疲勞導致操作失誤。

## 後續

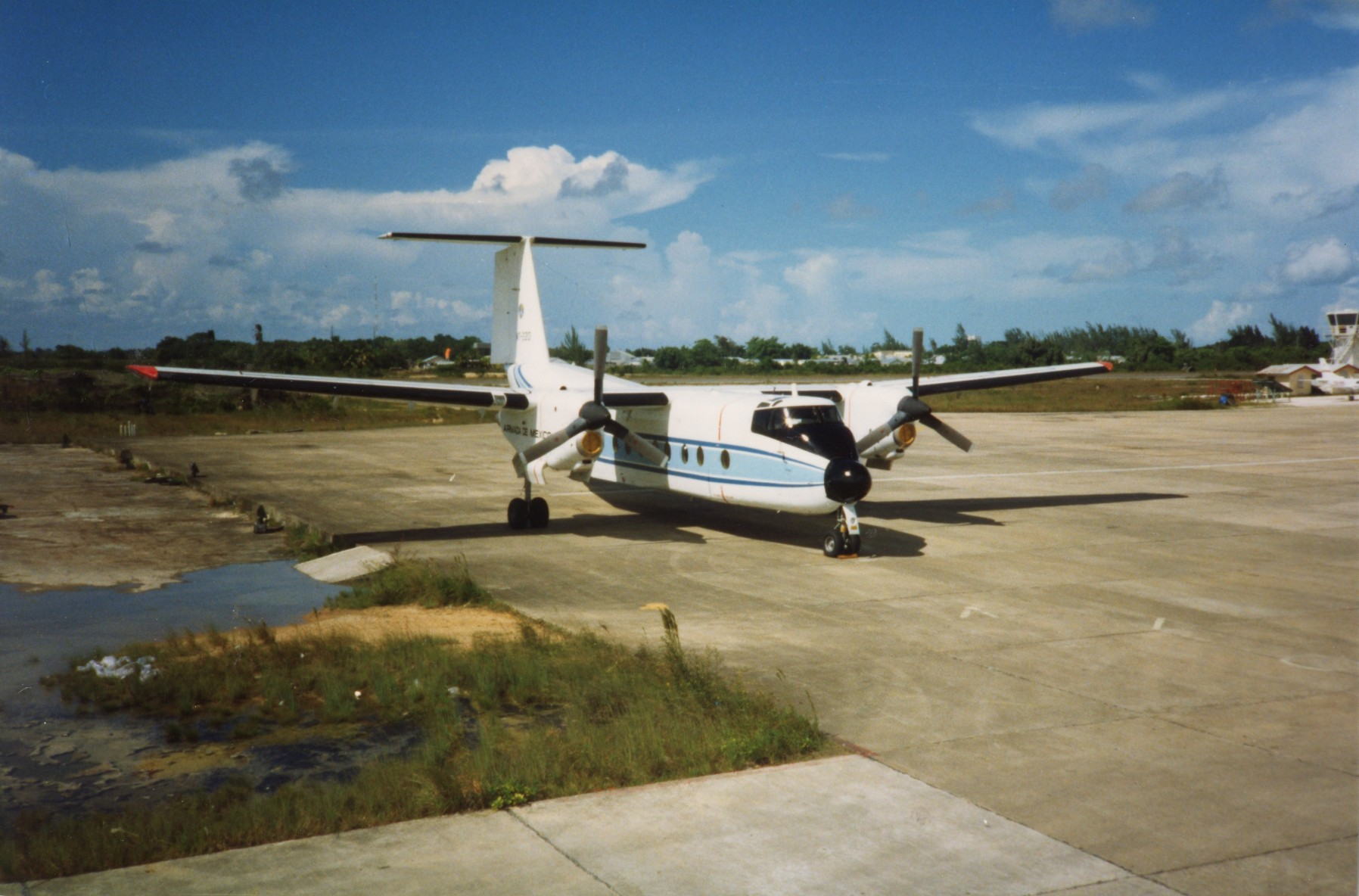
事故同型機DHC-5D Buffalo

這支罹難的國家隊被稱為尚比亞的「黃金世代」，他們在非洲區外圍賽第1階段獲得小組冠軍，但第2階段一場未踢就全隊罹難。尚比亞緊急組成另1隊參賽，非洲足球聯會也將他們客場對塞內加爾之戰，延後3個月踢，但最後仍無緣世界盃會內賽。
雖然尚比亞迄今仍未打進世界盃會內賽，不過2012年非洲國家盃，尚比亞在昔日的傷心地加彭高舉冠軍金盃。

## 外部來源
- BBC - Famous Air Crash Victims - Part 3: Sportsmen（页面存档备份，存于）
- 航空安全网上的事故资料